# Lame de fond (mer)
Une lame de fond est le déferlement d'une ou plusieurs vagues d'une taille considérablement plus grande que les autres, susceptible de provoquer des noyades et des destructions sur le rivage sur lequel elle s'abat.

## Exemples
Durant la nuit du 30 novembre 2008 à Cannes, une lame de fond dont la hauteur a été estimée à une dizaine de mètres a balayé un front de mer où une fête foraine se préparait, la quasi-totalité des structures ont été complètement détruites ou rendues inutilisables.
Le 14 février 2010, en Californie, une dizaine de personnes ont été blessées par plusieurs déferlantes lors d'une compétition de surf.
Des pêcheurs côtiers ou des touristes qui s'aventurent imprudemment sur des rochers lors d'épisodes maritimes tempétueux sont régulièrement emportés par des lames de fond, par exemple à Saint-Guénolé (Penmarc'h), à la Pointe de la Torche ou encore sur la Côte sauvage de Quiberon en Bretagne.
En pleine mer, les vagues scélérates sont à l'origine de nombreux naufrages restés par ailleurs inexpliqués.